# Periophthalmus modestus
Periophthalmus modestus — вид стрибунів, родина Оксудеркових (Oxudercidae). Поширений у північно-західній Пацифіці від В'єтнаму на північ до Кореї та південної Японії. Субтропічна мангрова риба.